# Eurypon graphidiophora
Eurypon graphidiophora är en svampdjursart som beskrevs av Jörn Hentschel 1911. Eurypon graphidiophora ingår i släktet Eurypon och familjen Raspailiidae.
Artens utbredningsområde är havet kring Australien. Inga underarter finns listade i Catalogue of Life.